# Mascotte olympique
La mascotte olympique est une mascotte, un personnage imaginaire symbolisant l'esprit des Jeux olympiques modernes. Depuis les Jeux d'hiver de 1968, chaque édition des Jeux (été et hiver) possède une mascotte officielle. Les Jeux paralympiques disposent aussi d'une mascotte.
Les mascottes sont typiquement des animaux indigènes de la région où les Jeux ont lieu, ou sont basées sur des humains et des créatures imaginaires. Ils sont souvent le reflet de la culture et de l'histoire de la région, et beaucoup ont été également conçus pour incarner les idéaux de l'Olympisme et le Mouvement paralympique.

## Origines
La première apparition d'une mascotte aux Jeux olympiques remonte à 1932, à Los Angeles. Un jeune chien, nommé Smoky et né juste avant le début des Jeux, s'est vu attribuer le titre de mascotte du village olympique. Plus tard, aux Jeux olympiques de Grenoble 1968, une nouvelle mascotte est créée. Il s'agit d'un dauphin, Dof, mais elle est vite abandonnée au profit d'un autre personnage, Shuss, qui se rapprochait plus de l'environnement isérois. Ces mascottes sont non-officielles, mais Shuss est considérée par le CIO comme la première mascotte olympique. D'autres mascottes non-officielles ont été réalisées pour les Jeux olympiques de Mexico 1968, à savoir un jaguar rouge et une colombe de la paix, et pour ceux de 1972, un ours nommé Takuchan est décliné en petites figurines en plastique.

## Jeux olympiques

### Jeux olympiques d'été

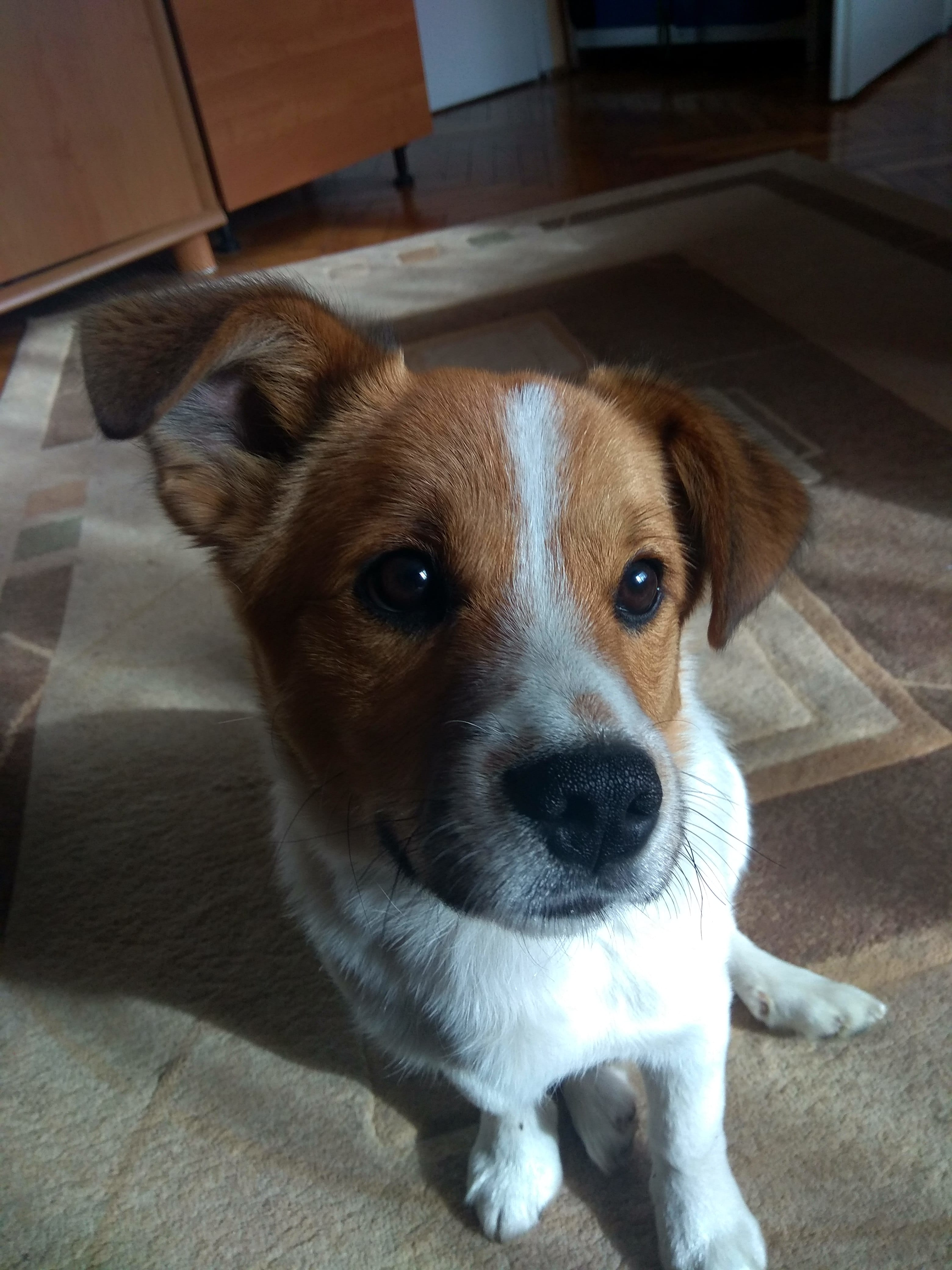
Amik (1976)
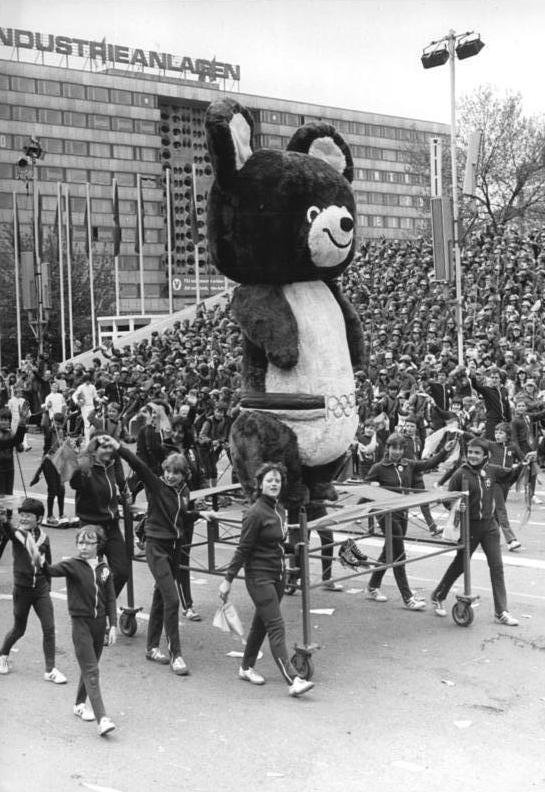
Misha (1980)
Hodori (1988)
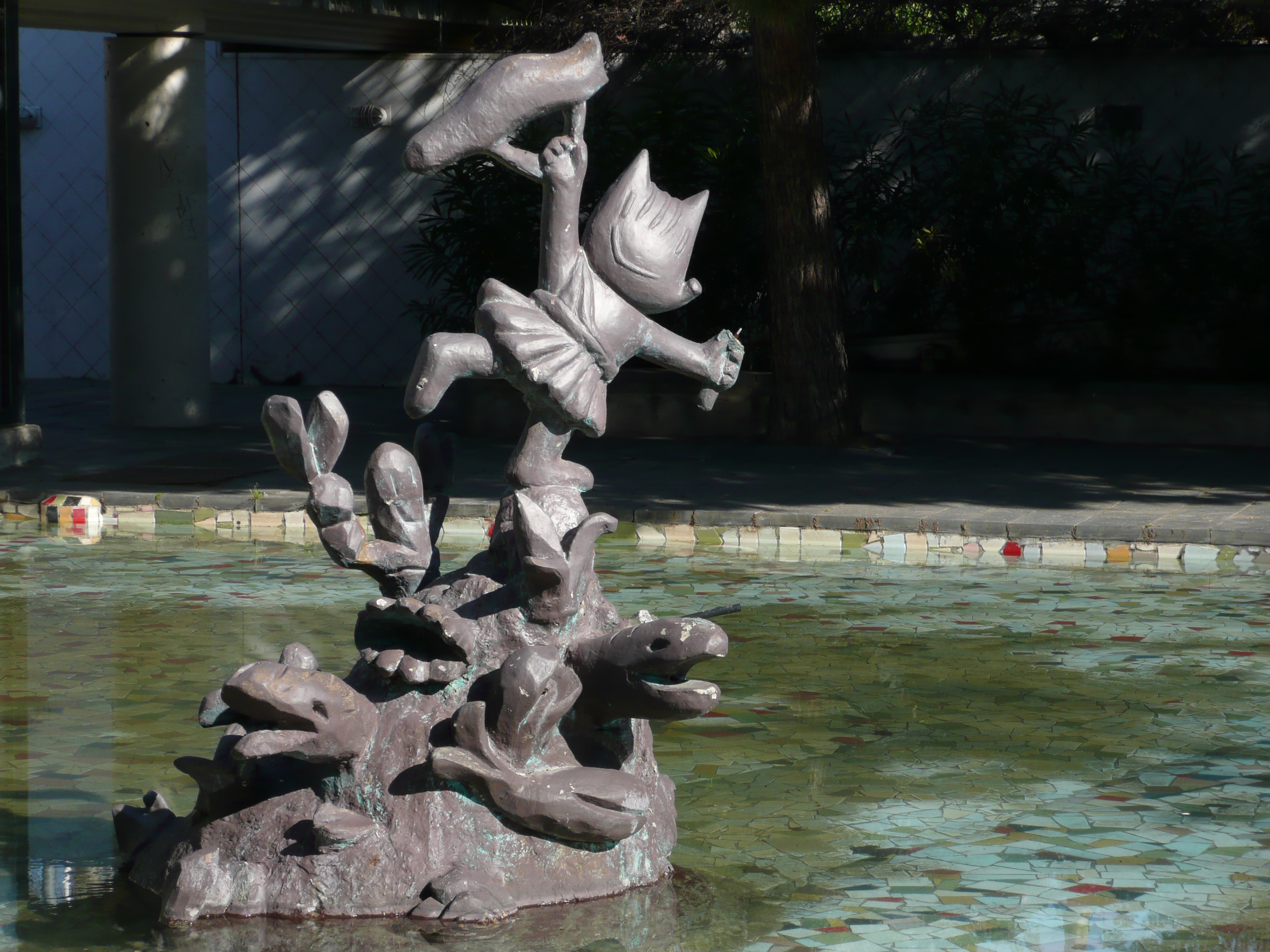
Cobi (1992)
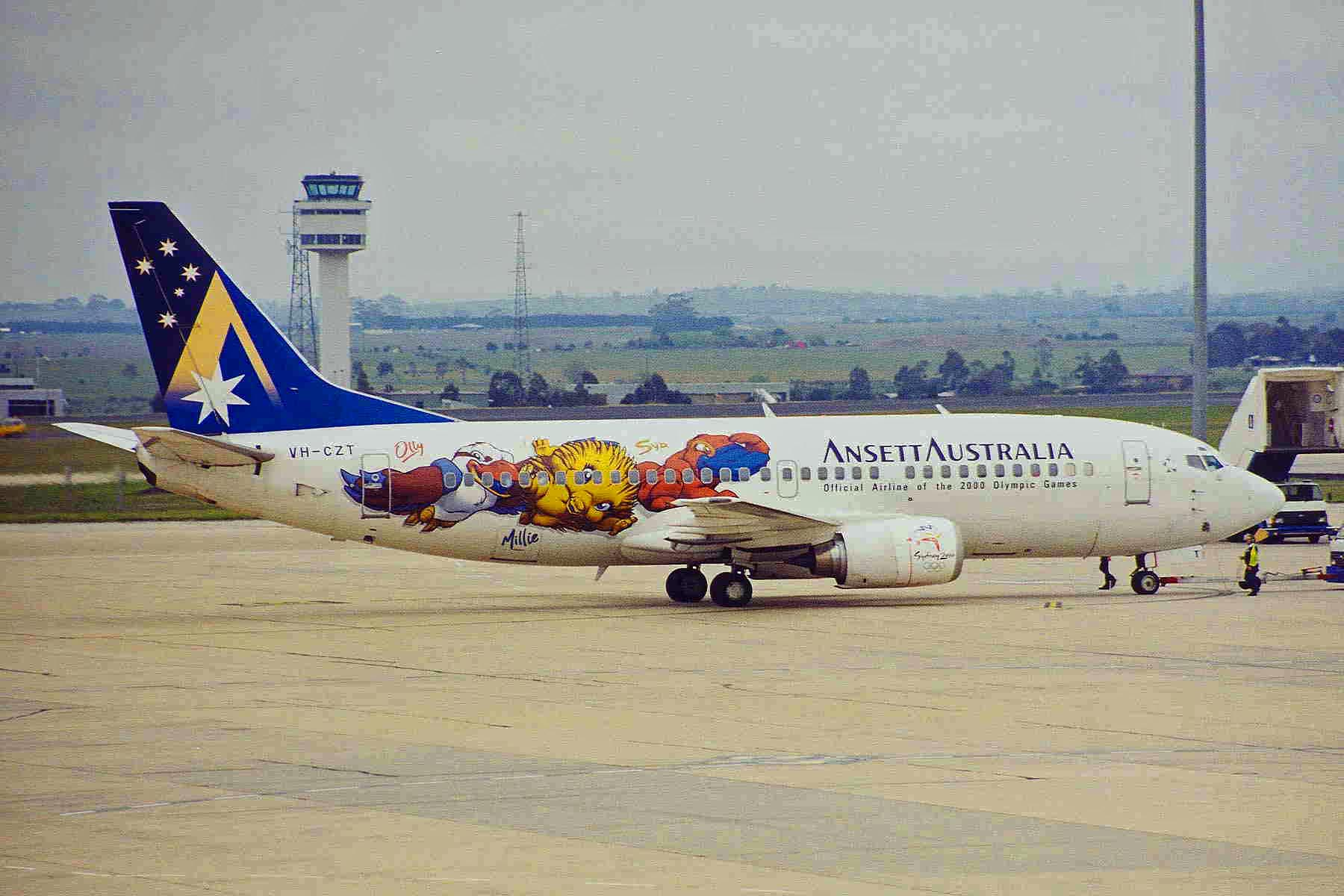
Olly, Syd et Millie (2000)
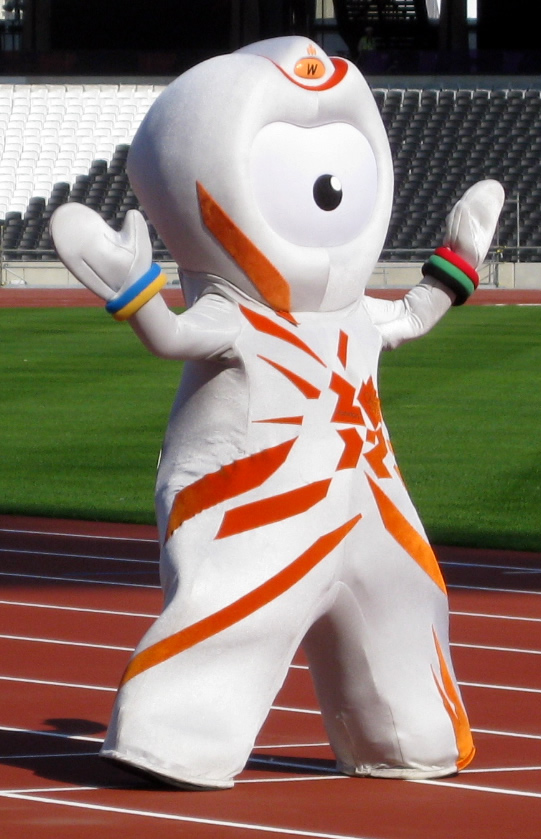
Wenlock (2012)
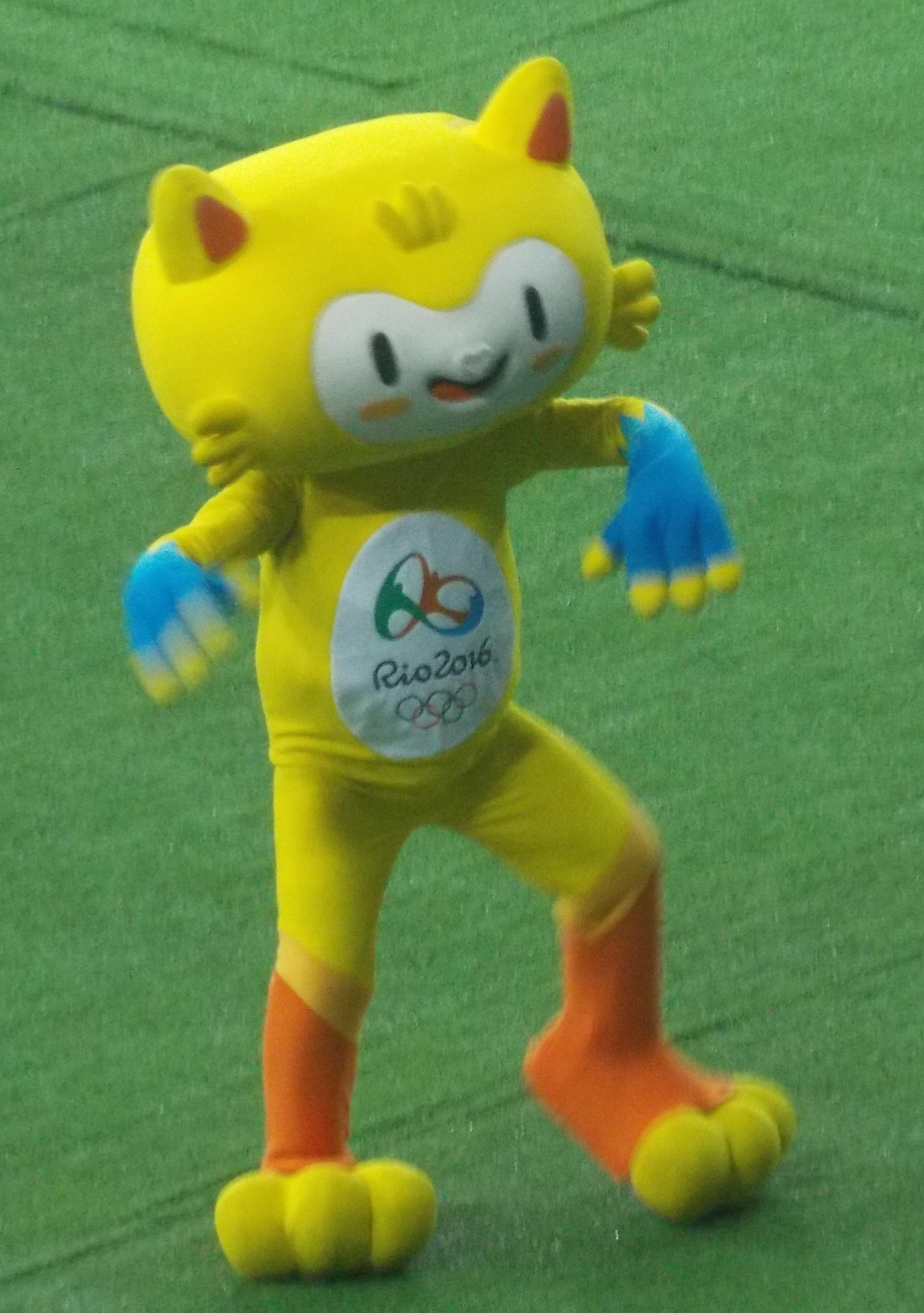
Vinicius (2016)

| Jeux | Lieu                     | Noms |
| ---- | ------------------------ | --- |
| 1972 | Munich, Allemagne        | Waldi le teckel |
| 1976 | Montréal, Canada         | Amik le castor |
| 1980 | Moscou, URSS             | Misha l'ours Une mascotte alternative, Vigri, a été utilisée à Tallinn où étaient organisées les épreuves de voile                 |
| 1984 | Los Angeles, États-Unis  | Sam l'aigle |
| 1988 | Séoul, Corée du Sud      | Hodori et Hosuni les tigres |
| 1992 | Barcelone, Espagne       | Cobi le chien |
| 1996 | Atlanta, États-Unis      | Izzy |
| 2000 | Sydney, Australie        | Olly le kookaburra, Syd l'ornithorynque et Millie l'échidné                                                                        |
| 2004 | Athènes, Grèce           | Athena et Phevos les enfants |
| 2008 | Pékin, Chine             | Les 5 Fuwa : Beibei le poisson, Jingjing le panda, Huanhuan la flamme olympique, Yingying l'antilope du Tibet et Nini l'hirondelle |
| 2012 | Londres, Grande-Bretagne | Wenlock |
| 2016 | Rio de Janeiro, Brésil   | Vinicius |
| 2020 | Tokyo, Japon             | Miraitowa |
| 2024 | Paris, France            | La Phryge olympique |
| 2028 | Los Angeles, États-Unis  | Annonce prévue en 2026 |
| 2032 | Brisbane, Australie      | Annonce prévue en 2030 |

### Jeux olympiques d'hiver

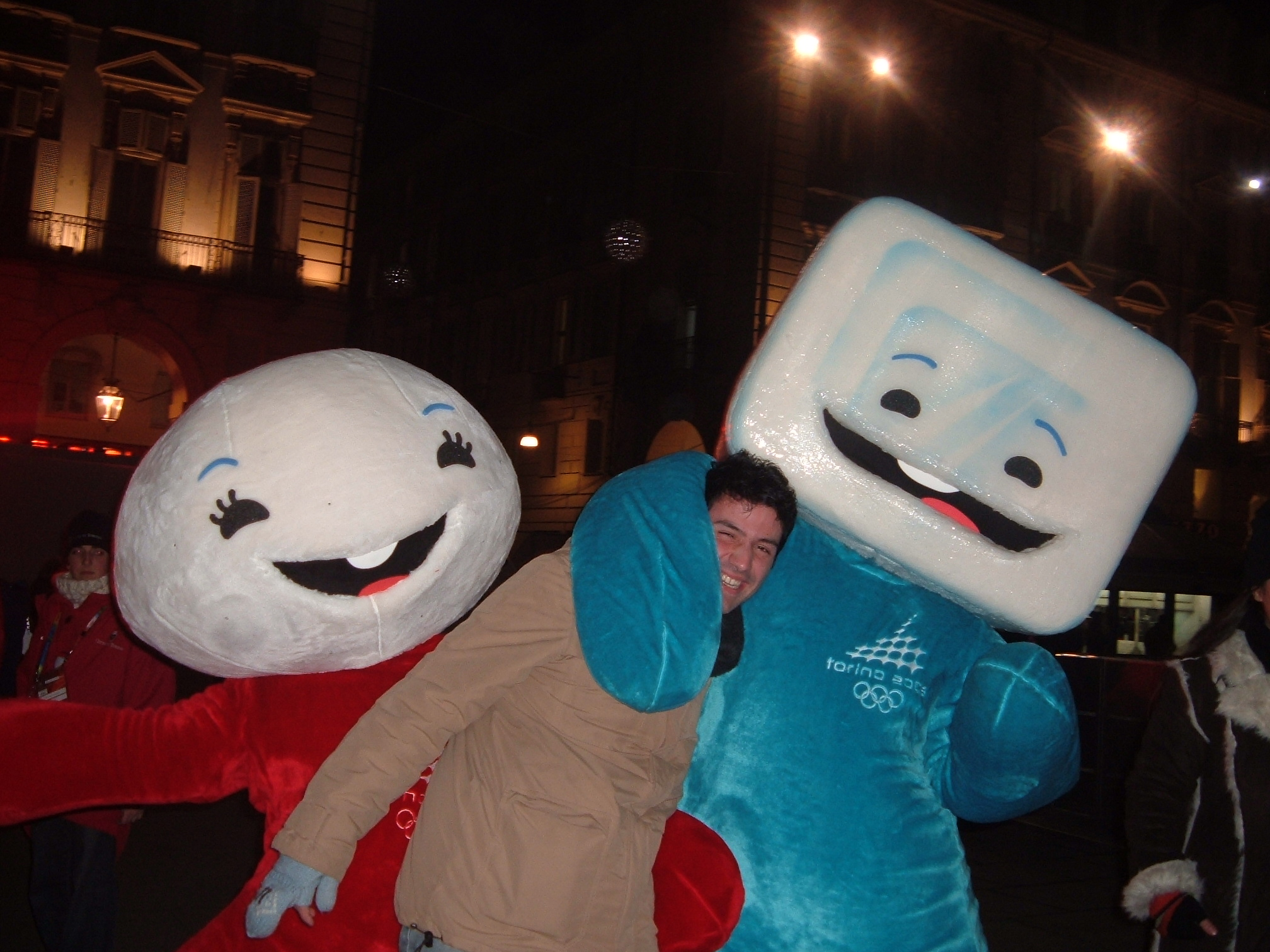
Neve et Gliz (2006)
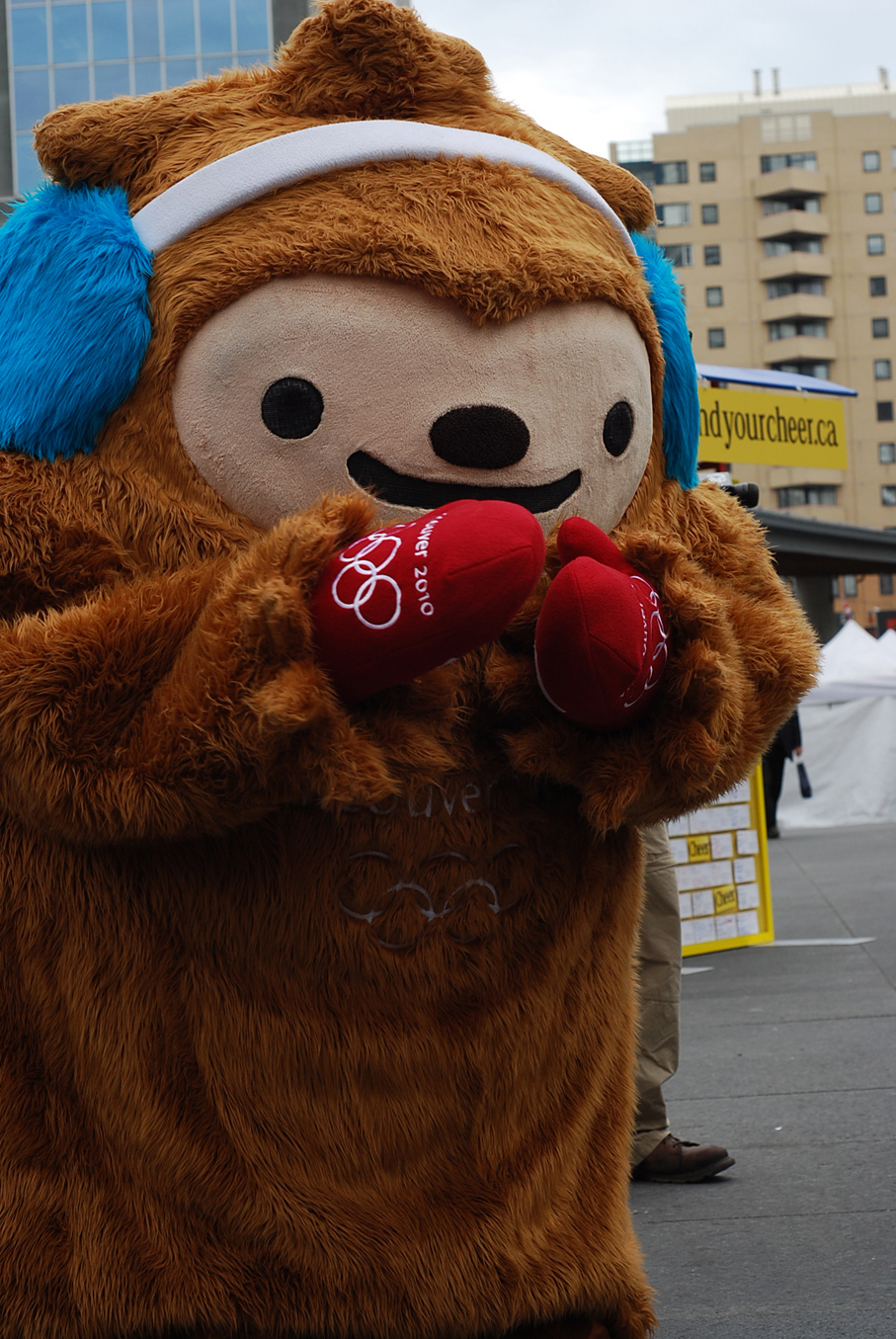
Quatchi (2010)
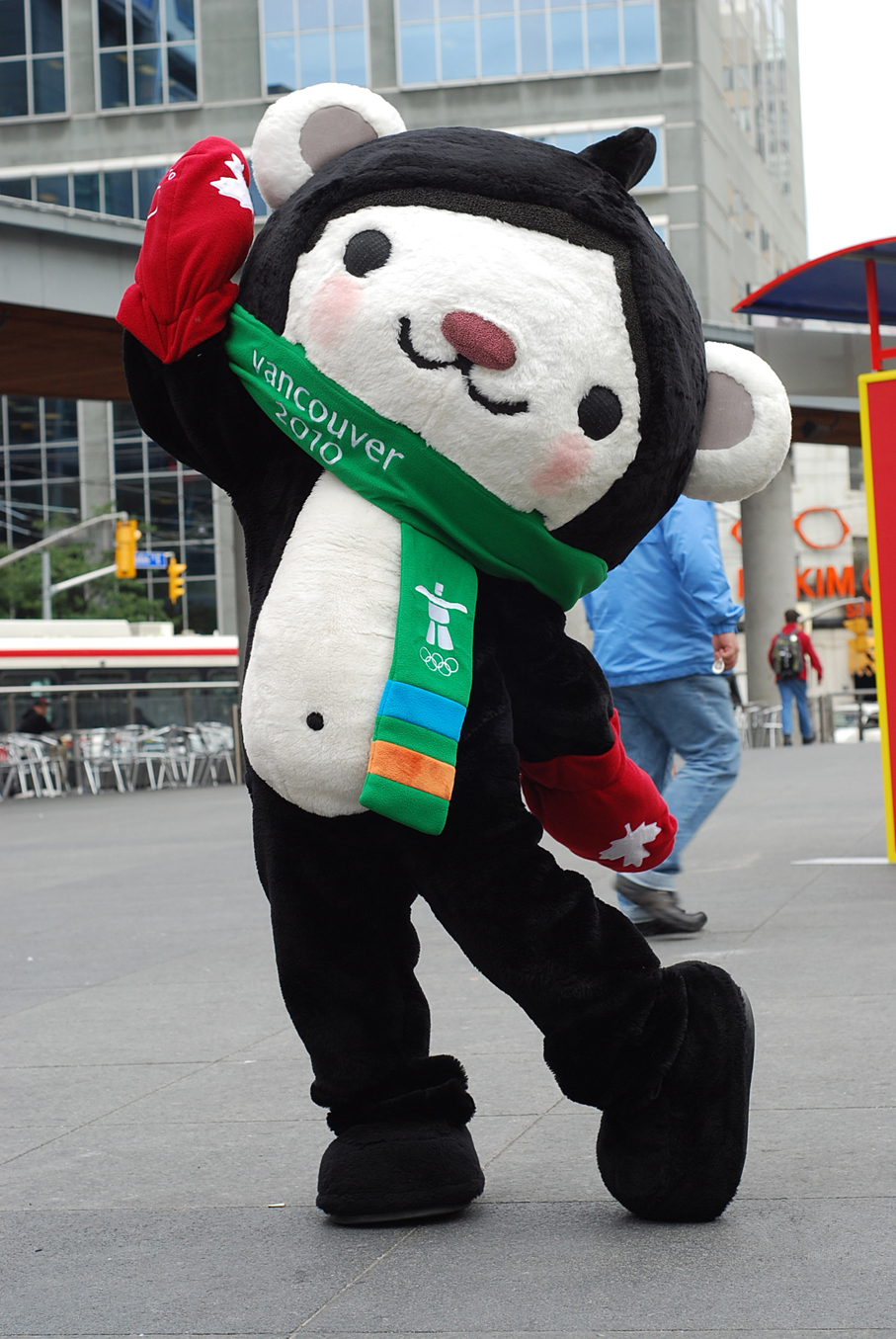
et Miga
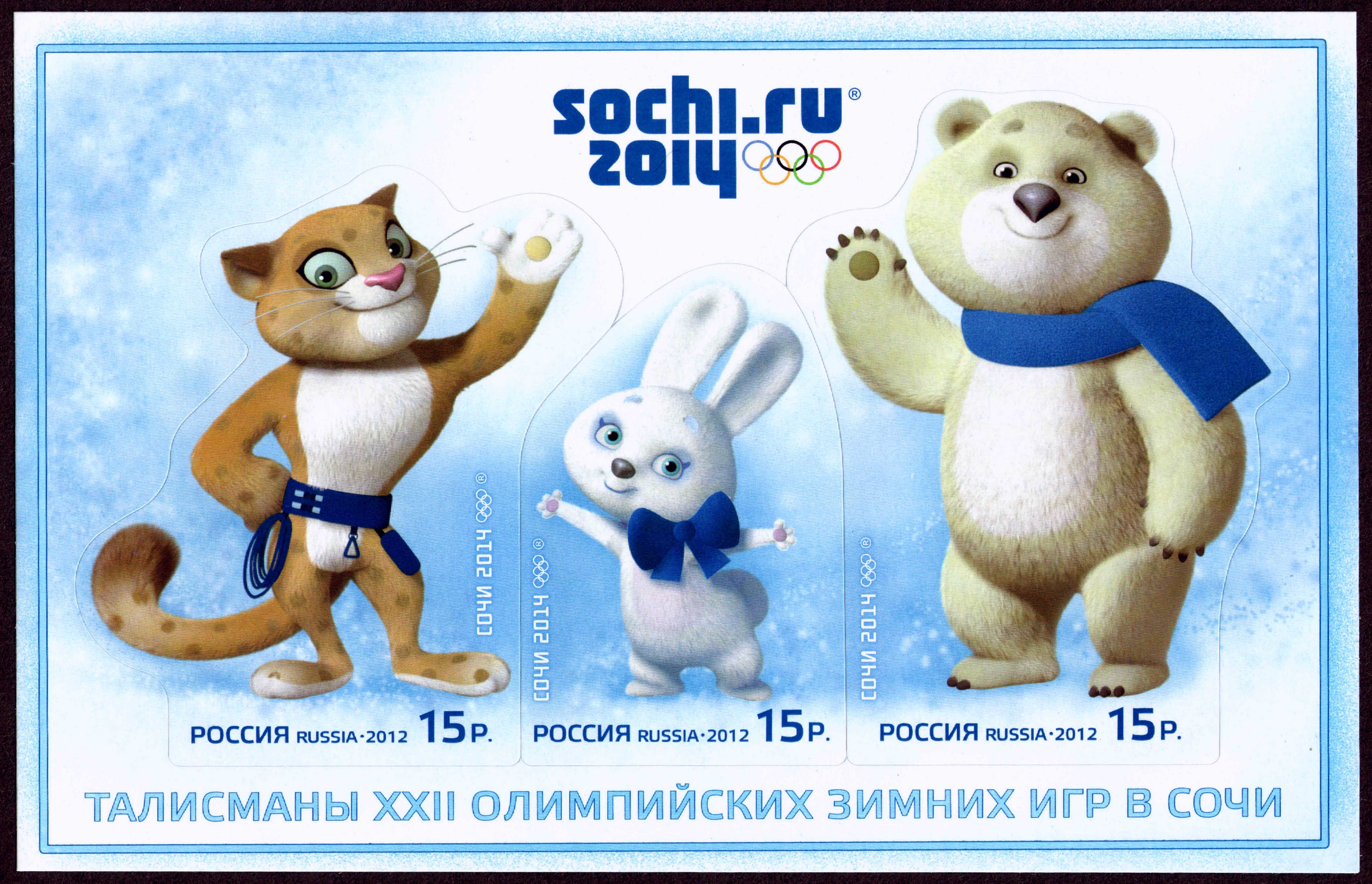
L’Ours polaire, le Lapin et le Léopard (2014)
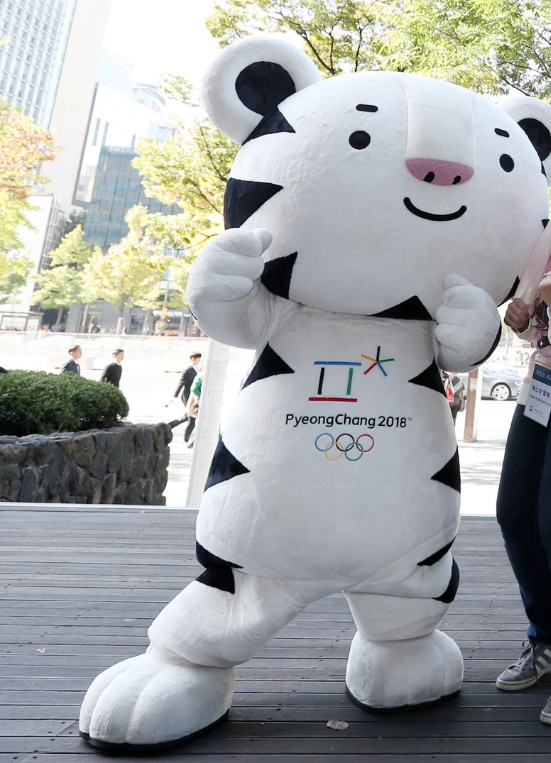
Soohorang (2018)

| Jeux | Lieu                            | Noms |
| ---- | ------------------------------- | --- |
| 1968 | Grenoble, France                | Shuss le skieur Mascotte non officielle                                                                                                   |
| 1972 | Sapporo, Japon                  | Pas de mascotte |
| 1976 | Innsbruck, Autriche             | Schneemann le bonhomme de neige Une seconde mascotte s'appelant Sonnenweiberl a été créée                                                 |
| 1980 | Lake Placid, États-Unis         | Roni le raton laveur |
| 1984 | Sarajevo, Yougoslavie           | Vučko le loup |
| 1988 | Calgary, Canada                 | Hidy et Howdy les ours polaires Première paire de mascottes                                                                               |
| 1992 | Albertville, France             | Magique le lutin A remplacé un chamois, pourtant présenté officiellement à Calgary                                                        |
| 1994 | Lillehammer, Norvège            | Håkon et Kristin les enfants Premières mascottes sous forme humaine                                                                       |
| 1998 | Nagano, Japon                   | Sukki, Nokki, Lekki et Tsukki, les chouettes des neiges                                                                                   |
| 2002 | Salt Lake City, États-Unis      | Powder le lapin, Coal l'ours et Copper le coyote                                                                                          |
| 2006 | Turin, Italie                   | Neve la boule de neige et Gliz le glaçon                                                                                                  |
| 2010 | Vancouver, Canada               | Miga l'ourse de mer et Quatchi le Sasquatch Mukmuk, une marmotte, est l'amie de ces mascottes et a été utilisée en parallèle de celles-ci |
| 2014 | Sotchi, Russie                  | L’Ours polaire, le Lapin, le Léopard |
| 2018 | Pyeongchang, Corée du Sud       | Soohorang le tigre blanc |
| 2022 | Pékin, Chine                    | Bing Dwen Dwen, le panda |
| 2026 | Milan-Cortina d'Ampezzo, Italie | Tina, l'hermine joviale |
| 2030 | Alpes françaises, France        | Annonce prévue en 2028 |
| 2034 | Salt Lake City, États-Unis      | Annonce prévue en 2032 |

## Jeux olympiques de la jeunesse

### Jeux olympiques de la jeunesse d'été

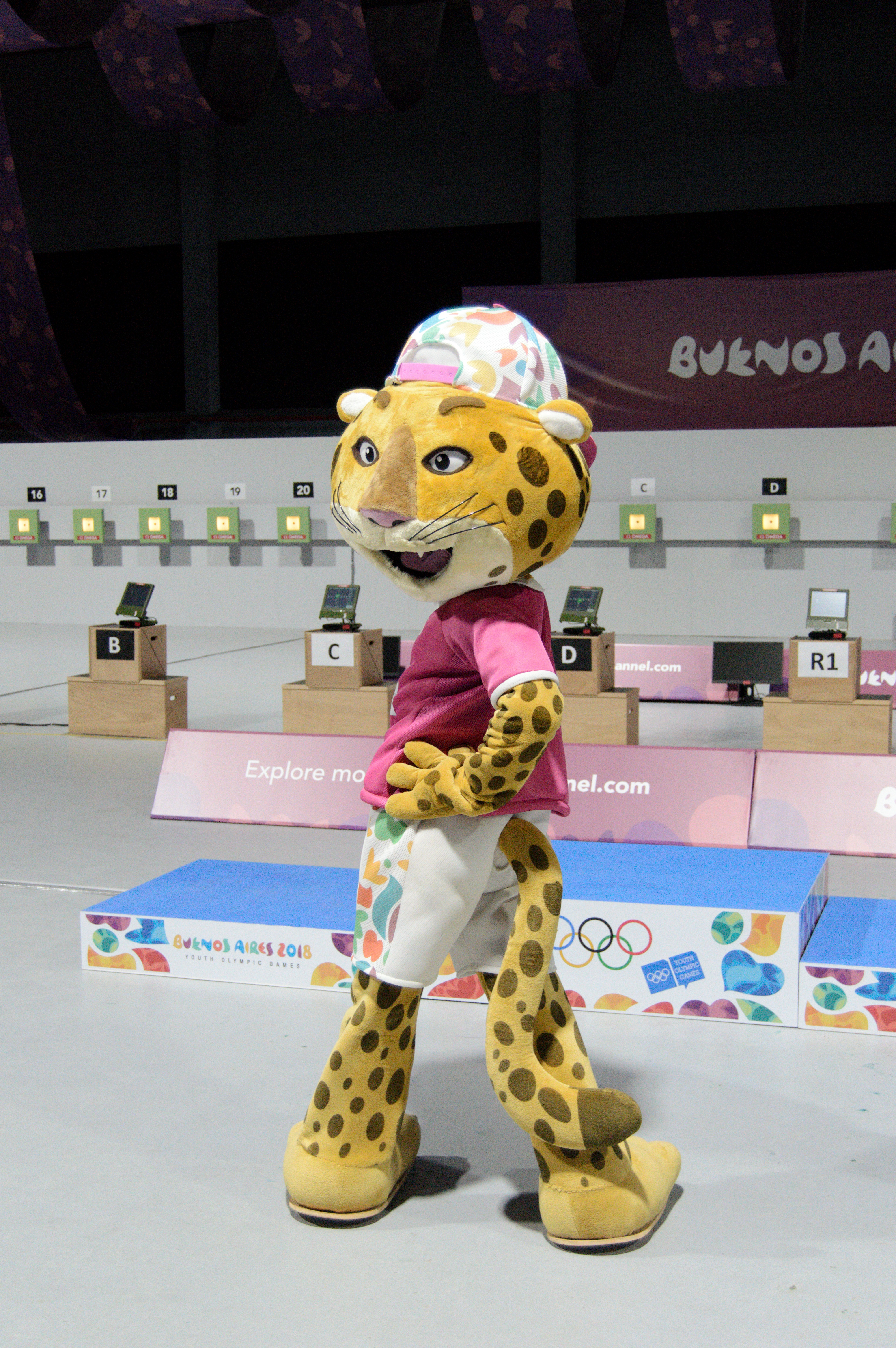
#Pandi (2018)

| Jeux | Lieu                    | Noms                                       |
| ---- | ----------------------- | ------------------------------------------ |
| 2010 | Singapour, Singapour    | Lyo le lion rouge et Merly le merlion bleu |
| 2014 | Nankin, Chine           | Nanjinglele                                |
| 2018 | Buenos Aires, Argentine | #Pandi le jaguar                           |
| 2026 | Dakar, Sénégal          | TBA                                        |

### Jeux olympiques de la jeunesse d'hiver

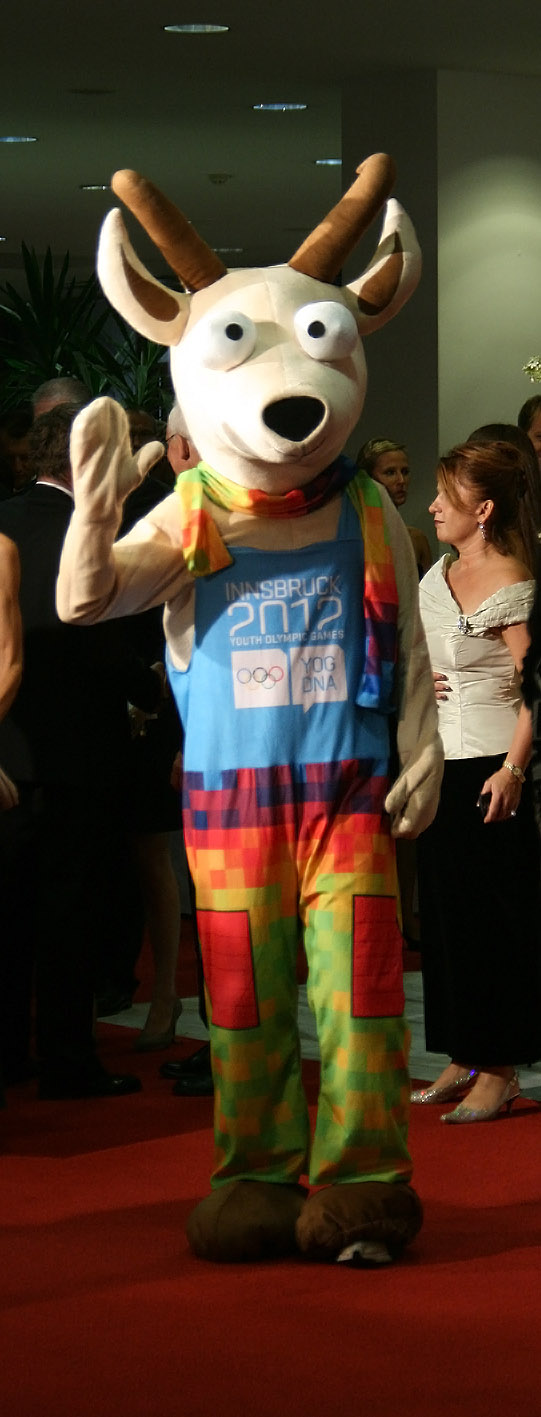
Yoggl (2012)
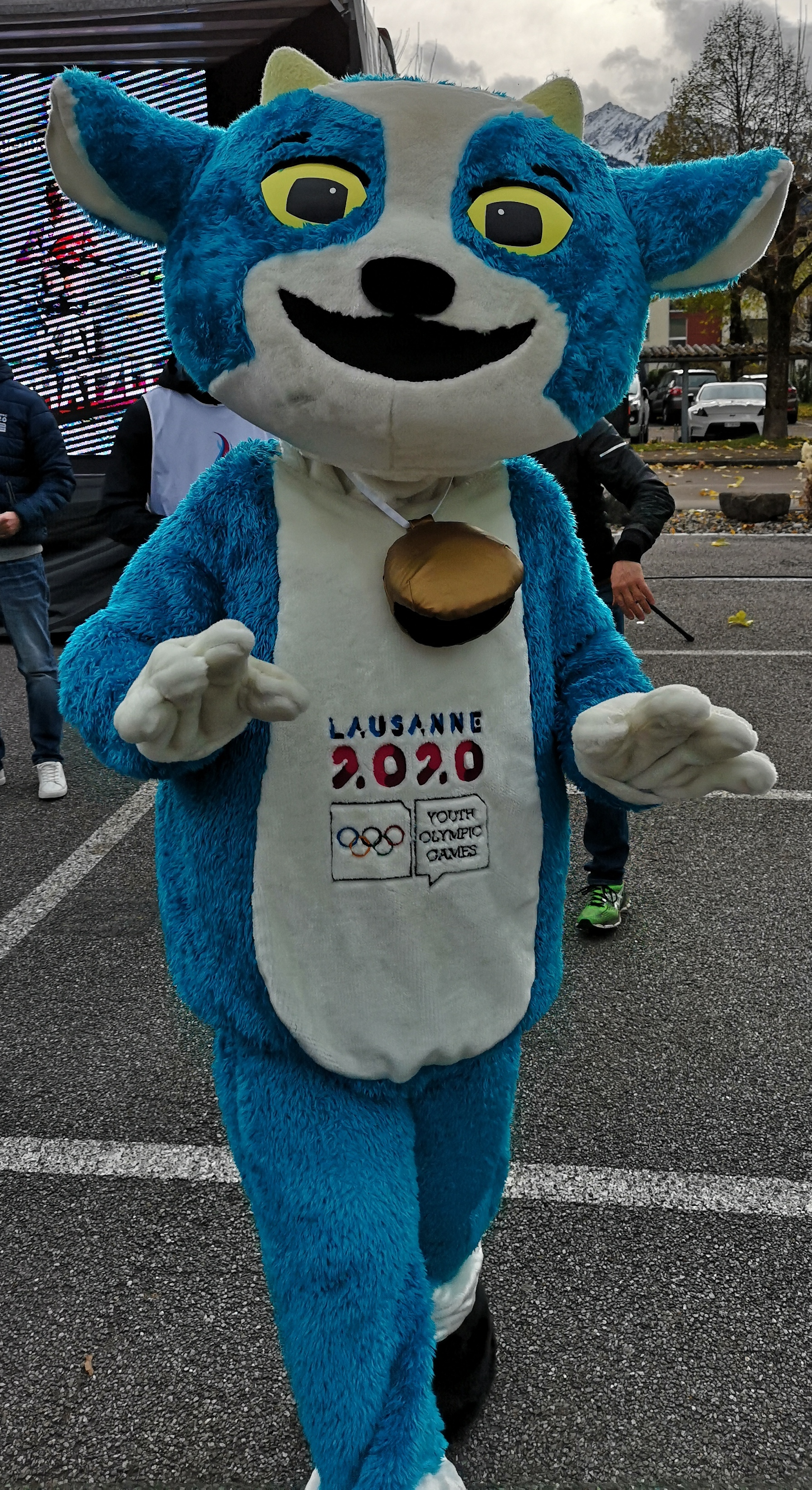
Yodli (2020)

| Jeux | Lieu                              | Noms                                                              |
| ---- | --------------------------------- | ----------------------------------------------------------------- |
| 2012 | Innsbruck, Autriche               | Yoggl le chamois                                                  |
| 2016 | Lillehammer, Norvège              | Sjogg, le lynx                                                    |
| 2020 | Lausanne, Suisse                  | Yodli, croisement entre une vache, une chèvre et un saint-bernard |
| 2024 | Province du Gangwon, Corée du Sud | Moongcho, une boule de neige                                      |